# Кромвель, Оливер
О́ливер Кро́мвель (англ. Oliver Cromwell; 25 апреля (5 мая) 1599, Хантингдон, Королевство Англия — 3 (13) сентября 1658, Лондон, Английская республика) — английский государственный, политический и военный деятель, полководец, вождь индепендентов, руководитель Английской революции, в 1643—1650 годах — генерал-лейтенант парламентской армии, в 1650—1653 годах — лорд-генерал, в 1653—1658 годах — лорд-протектор Англии, Шотландии и Ирландии. Получил от роялистов прозвище Старый Нолл (англ. Old Noll).
С 16 (26) декабря 1653 года официальный титул Кромвеля был следующим: «Его высочество милостью Бога и республики, лорд-протектор Англии, Шотландии и Ирландии».

## Происхождение

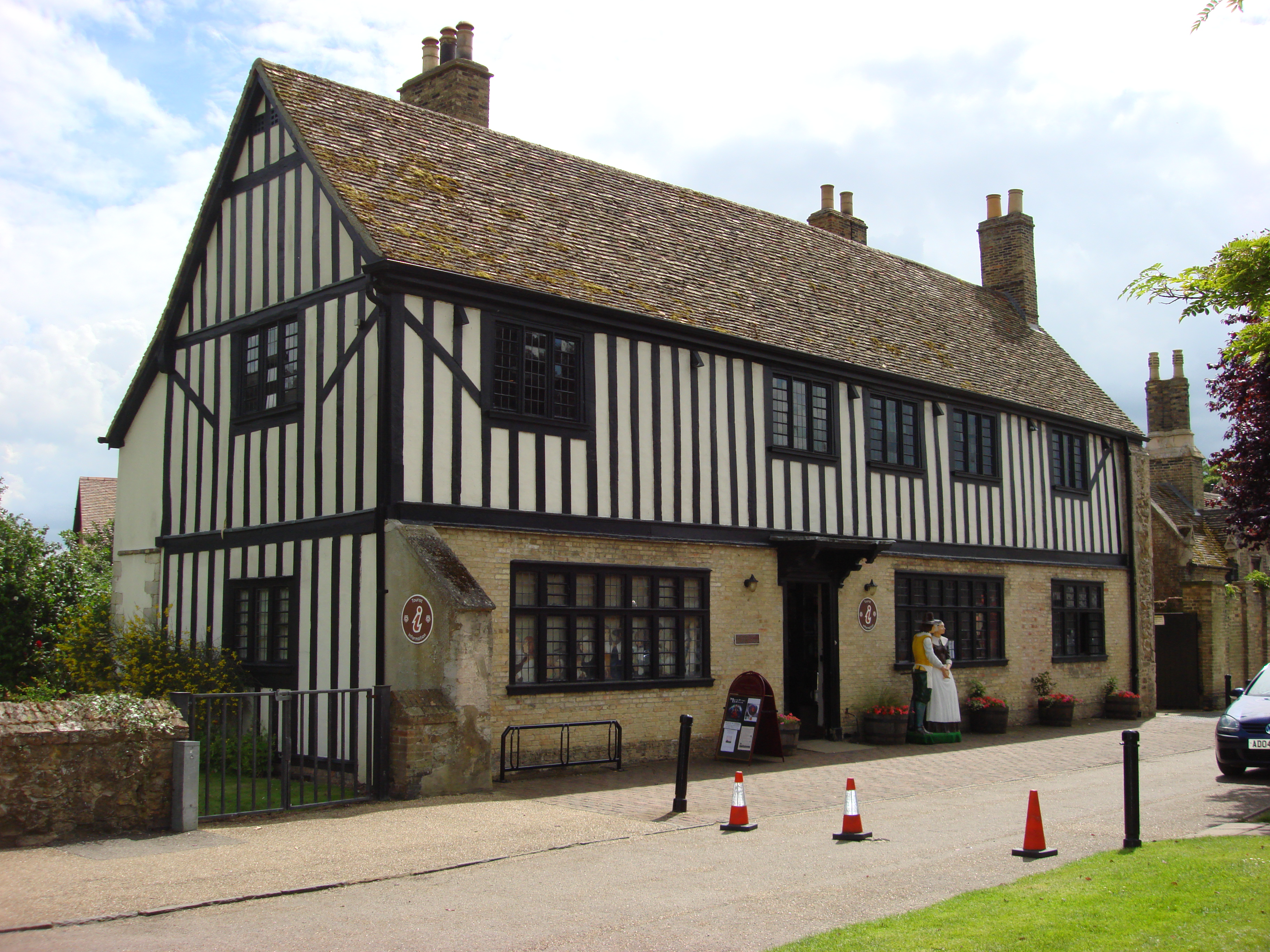
Дом Оливера Кромвеля в Или (Кембриджшир)

Родился в Хантингдоне — в центре одноимённого графства, был пятым и единственным выжившим сыном небогатого помещика-пуританина Роберта Кромвеля, исполнявшего обязанности бейлифа (судебного пристава), и Элизабет Стюард, вдовы Уильяма Линна. Был назван в честь своего крёстного отца и дяди Оливера Кромвеля из Хинчинбрука, чьи далёкие предки, выходцы из Уэльса, обогатились во время правления короля Генриха VIII (1509—1547), нажившись на конфискациях монастырских и церковных земель.
Прапрабабушка Кромвеля Кэтрин была старшей сестрой Томаса Кромвеля — главного советника короля Генриха VIII в 1532—1540 годах, происхождение родовой фамилии которого может быть связано с деревней Кромвель в Ноттингемшире, откуда не позже 1461 года выехал его дед.

## Юные годы и зрелость
Получил начальное образование в приходской школе Хантингдона, а в 1616—1617 годах учился в колледже Сидней Сассекс Кембриджского университета, который отличался сильным пуританским духом. На формирование взглядов его сильно повлиял школьный учитель Томас Бирд, строгий пуританин, автор сочинения «Театр божественных воздаяний» (The Theatre of Gods Judgements, 1597).
По словам его современника и биографа Джеймса Хита, в школьные годы он предпочитал наукам спорт, будучи заядлым игроком в футбол, кегли или любую другую шумную игру. Обстоятельно изучив греческую и римскую историю, он так и не овладел свободно латынью, но в зрелом возрасте смог объясняться на ней с голландским послом.
В 1619—1620 годах он изучал право в Лондоне, но, женившись 22 августа 1620 года на Элизабет Буршье, старшей дочери лондонского торговца мехами, вынужден был бросить учёбу и вернулся с женой в Хантингдон. После свадьбы он в своём имении стал вести типичную жизнь простого сквайра-помещика и заниматься хозяйственными делами: сбытом шерсти и хлеба, пивоварением, производством сыра. Впоследствии заносчивые роялисты припомнят Кромвелю «неблагородное» занятие и наградят его презрительной кличкой «Пивовар».
В 1628 году Кромвель впервые был избран от Хантингдона в парламент, принявший «Петицию о праве» и вскоре распущенный Карлом I. Когда 2 марта 1629 года король распорядился прервать заседания парламента, он оказался среди ослушников, но вынужден был вернуться в провинцию. В мае 1630 года, продав всё своё имущество в Хантингдоне, он переехал с семьёй в Сент-Айвз (Кембриджшир), где вынужден был арендовать чужую землю, всерьёз подумывая об эмиграции в колонию Новая Англия. Но в 1636 году финансовое положение его значительно улучшилось, так как он получил наследство после смерти дяди Томаса Стюарда, что позволило ему осесть в соборном городе Или.
В 1640 году, при поддержке радикальных пуритан Кембриджа, повторно был избран депутатом т. н. «короткого парламента», созванного Карлом I, но через три недели им распущенного. В ноябре 1640 года вошёл в состав т. н. «долгого парламента», 1 декабря 1641 года представившего королю «Великую ремонстрацию» с перечнем его «злодеяний».

## Военная карьера. Политическая деятельность

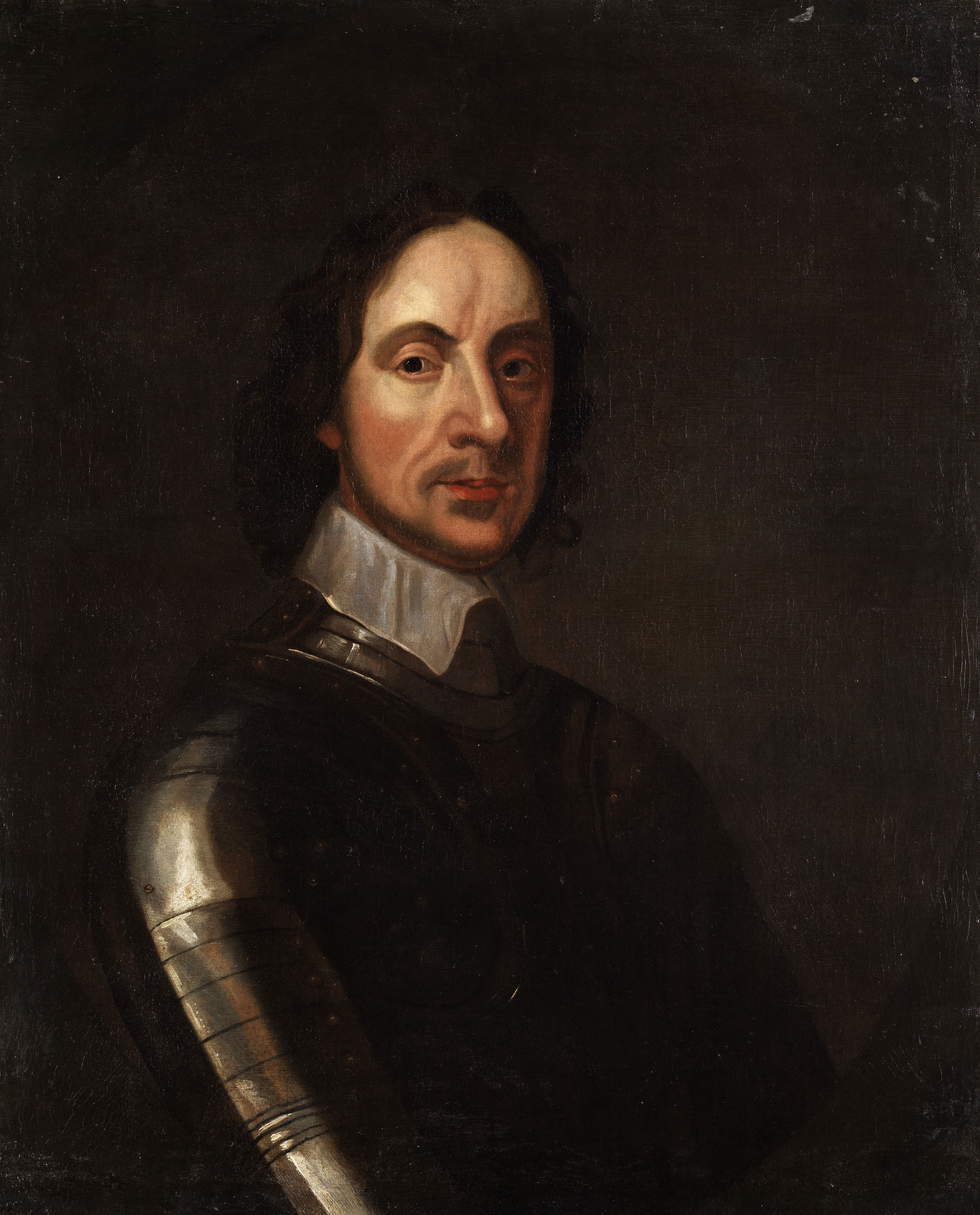
Адриан Ханнеман. Портрет Кромвеля. Около 1650 г.

По мнению большинства историков, военной подготовки Оливер Кромвель не имел, а сведения о путешествии его по континенту в 1620—1630-е годы, участии в Тридцатилетней войне и тому подобном являются мифическими. Но не исключено, что он знаком был с военной тактикой шведского короля-полководца Густава Адольфа, излагавшейся в статьях, печатавшихся в 1632 году в Лондоне Уильямом Уоттсом в журнале «Шведский разведчик».
В сентябре 1642 года, в самом начале Английской гражданской войны Кромвель в качестве капитана возглавил отряд из шестидесяти добровольцев-кавалеристов, предположительно сформированный на его собственные средства и отличившийся в проигранном сторонниками парламента сражении при Эджхилле 23 октября 1642 года. Позже этот отряд трансформировался в знаменитую «Железнобокую кавалерию», которая, в свою очередь, послужила основой его «Армии нового образца».
Энергично проводя свои военные преобразования, Кромвель критически взирал на первоначальное состояние парламентской армии: «Ваши войска состоят большею частью из старых одряхлевших лакеев, кабатчиков и тому подобного сброда. Войска же противника — это сыновья дворян и знатные молодые люди. Неужели вы воображаете, что мужество таких низких малых, как ваши солдаты, когда-нибудь может потягаться с мужеством людей, у которых в сердце есть честь, отвага и решимость?»
К началу 1643 года военная инициатива всецело находилась в руках роялистов, и готовившийся ими поход на Лондон могли предотвратить лишь решительные действия созданного в декабре 1642 года союза восточных графств, Норфолка, Саффолка, Эссекса, Кембриджшира и Хартфордшира, к которым в следующем году присоединились Хантингдоншир и Линкольншир. Кромвель, будучи душой этого союза, весной 1643 года вернулся на Восточное побережье, где набрал новых добровольцев и сформировал из них полк численностью около 2000 человек, делившийся на 12 эскадронов и 12 рот. При организации своего отряда он отдавал предпочтение дисциплине и религиозности офицеров карьере и происхождению. «Я предпочитаю, — говорил Кромвель, — простого капитана в одежде из домотканного сукна, который знает, за что он сражается, и любит то, что знает, чем такого, которого называют «джентльменом» и который больше ничего собой не представляет».
13 мая 1643 года в бою при Грантеме (Линкольншир) Кромвелю удалось разгромить вдвое превосходящие по численности силы противника, а 28 июля 1643 года он выиграл битву при Гейнсборо. 11 октября того же года пятитысячная армия ковенантеров под командованием Кромвеля и графа Манчестера одержала верх над 3-тысячным войском роялистов в сражении при Уинзби.
В январе 1644 года за одержанные победы Кромвелю присвоено было звание генерал-лейтенанта Восточной ассоциации, а в июне 1644 года он командовал силами в 3000 человек под Йорком.

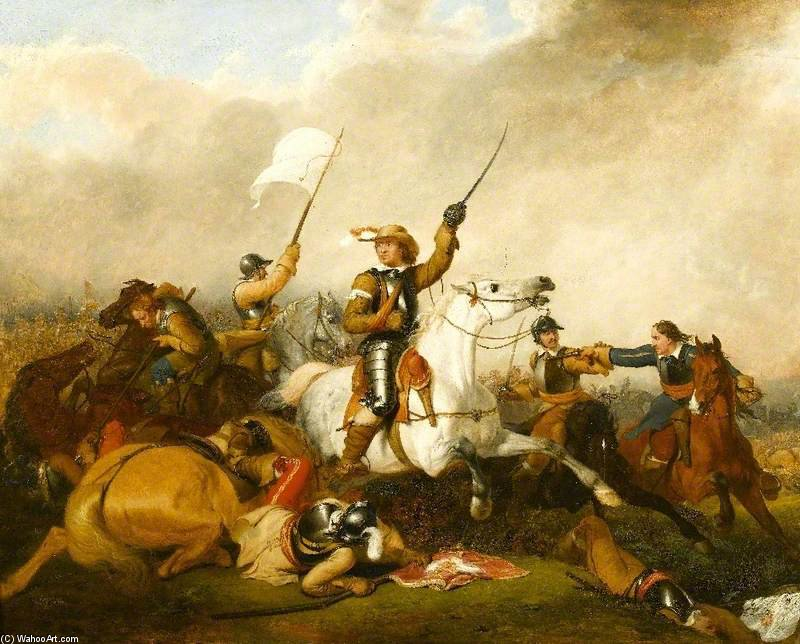
Абрахам Купер. «Оливер Кромвель в сражении при Марстон-Муре» (1821)

В наибольшей степени полководческий талант Кромвеля раскрылся в крупном сражении при Марстон-Муре (1644), в результате которого весь север Англии оказался во власти парламента. Его войска и в дальнейшем неизменно побеждали сторонников короля. Кроме того, Кромвелю удалось добиться демократизации армии: по «Биллю о самоотречении» все члены парламента сложили с себя командование. Пэры лишились своего традиционного права командовать вооружёнными силами.

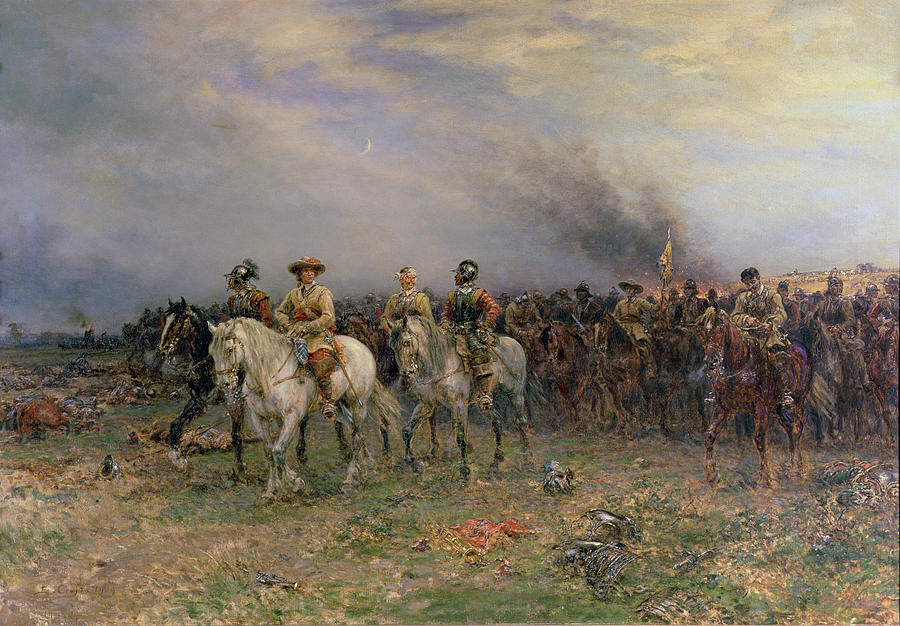
Эрнест Крофтс. «Кромвель в сражении при Марстон-Муре» (1877)

Была создана 22-тысячная «Армия нового образца», опиравшаяся на демократические элементы и состоявшая из 11 кавалерийских полков по образцу «железнобоких», 12 пехотных полков, вооружённых новыми кремнёвыми мушкетами, и полка драгун. Её главнокомандующим стал генерал Томас Ферфакс, в то время как командующим кавалерии был сам Оливер Кромвель. Ударной силой армии стала его набиравшаяся из йоменов конница, чья дисциплина была основана на добровольном подчинении.

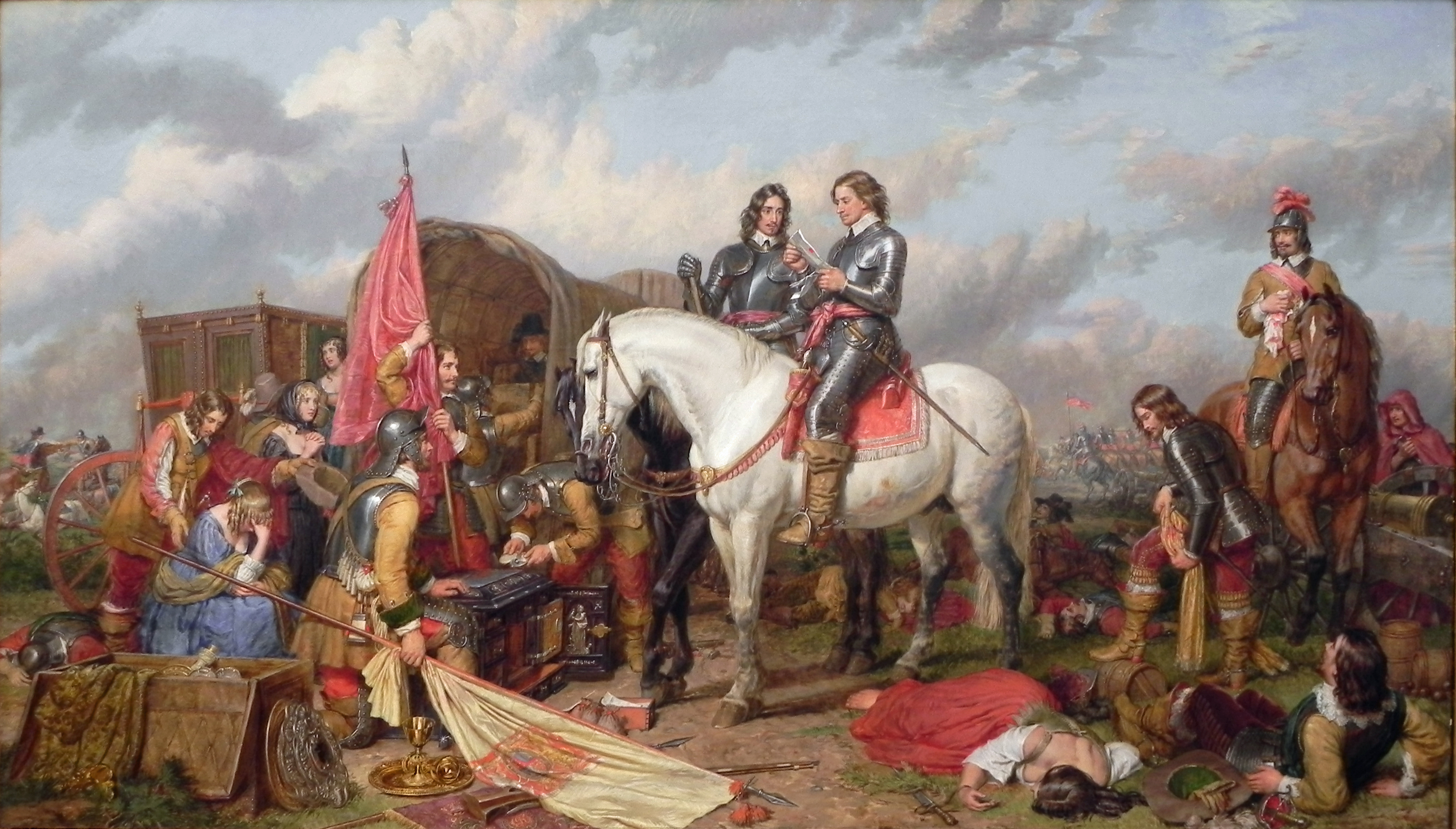
Чарльз Ландсир. «Кромвель в битве при Нейзби» (1851)

Командуя правым крылом парламентской армии в решающем сражении с роялистами при Нейзби 14 июня 1645 года, он сумел разгромить кавалерию сэра Мармадьюка Лэнгдейла, обрушившись затем на королевский центр и, переломив ход битвы, преследовал беглецов вплоть до окраин Лестера.
Приняв затем участие в осаде Бриджуотера, Бата, Шерборна, Бристоля, а после в очистке Уилтшира и Хэмпшира от гарнизонов роялистов, он в октябре в Эксетере присоедился к армии Томаса Ферфакса и сопровождал его в Корнуолл, где помог в разгроме войск Хоптона, а 9 января 1646 года поддержал бригаду лорда Вентворта в Бови-Трейси и 9 апреля присутствовал вместе с Ферфаксом при падении Эксетера. Отправившись в Лондон и отчитавшись там перед парламентом, он вознаграждён был за свои заслуги поместьем маркиза Вустера. Присутствуя 24 июня вместе с Ферфаксом при капитуляции Оксфорда, ознаменовавшей фактическое прекращение гражданской войны, он использовал своё влияние для смягчения условий последней.
Будучи признанным лидером парламентской пуританской коалиции (также известной как «круглоголовые» из-за коротко стриженых волос) и авторитетным командиром армии нового образца, Кромвель сыграл решающую роль в победе над королём Карлом I, положив конец его притязаниям на абсолютную власть. Однако его первоначальные колебания в отношении личности свергнутого монарха, который в ноябре 1647 года сумел бежать сначала на остров Уайт, а затем в Шотландию, что привело к возобновлению гражданской войны, несколько пошатнули его авторитет, и 19 января 1648 года Джон Лилберн открыто обвинил его на заседании парламента в государственной измене.
Тем не менее, сумев взять инициативу в свои руки и одержав ряд побед в Уэльсе и Шотландии, Кромвель сумел подавить выступления парламентской оппозиции, поддержав 20 ноября 1648 года протест армии, требовавший ареста и сурового наказания Карла. Осторожный политик и умелый интриган, он долгое время успешно лавировал между пресвитерианским большинством в парламенте, военными и роялистами, выступая против левеллеров как представителей низов и радикалов, но в 1648 году пошёл на временный союз даже с последними.

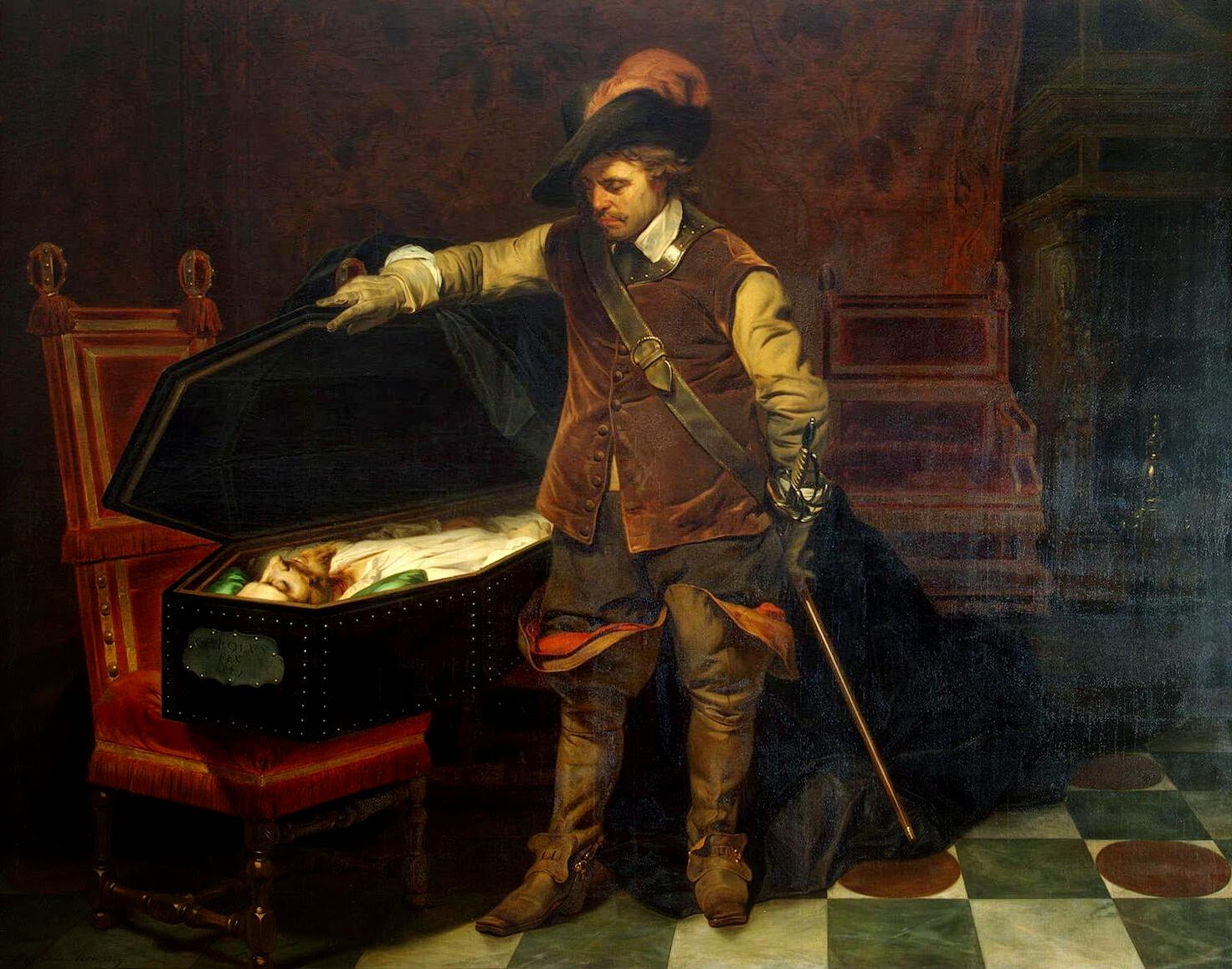
Кромвель у гроба казнённого Карла I, картина Поля Делароша (1831)

Суд над непримиримым королём и последовавшая 30 января 1649 года его казнь в Лондоне стали поворотным моментом в карьере Кромвеля, исчерпавшим свои возможности для компромисса и сделавшегося в глазах как английских роялистов, так и европейских дворов «цареубийцей». Кромвель назвал казнь короля «жестокой необходимостью».
Кромвель всегда был ревностным протестантом, признанным предводителем круглоголовых пуритан. Крылатой фразой сделались его слова, обращённые к солдатам во время перехода через реку: «На Бога надейся, но порох держи сухим!»

## Кромвель при власти

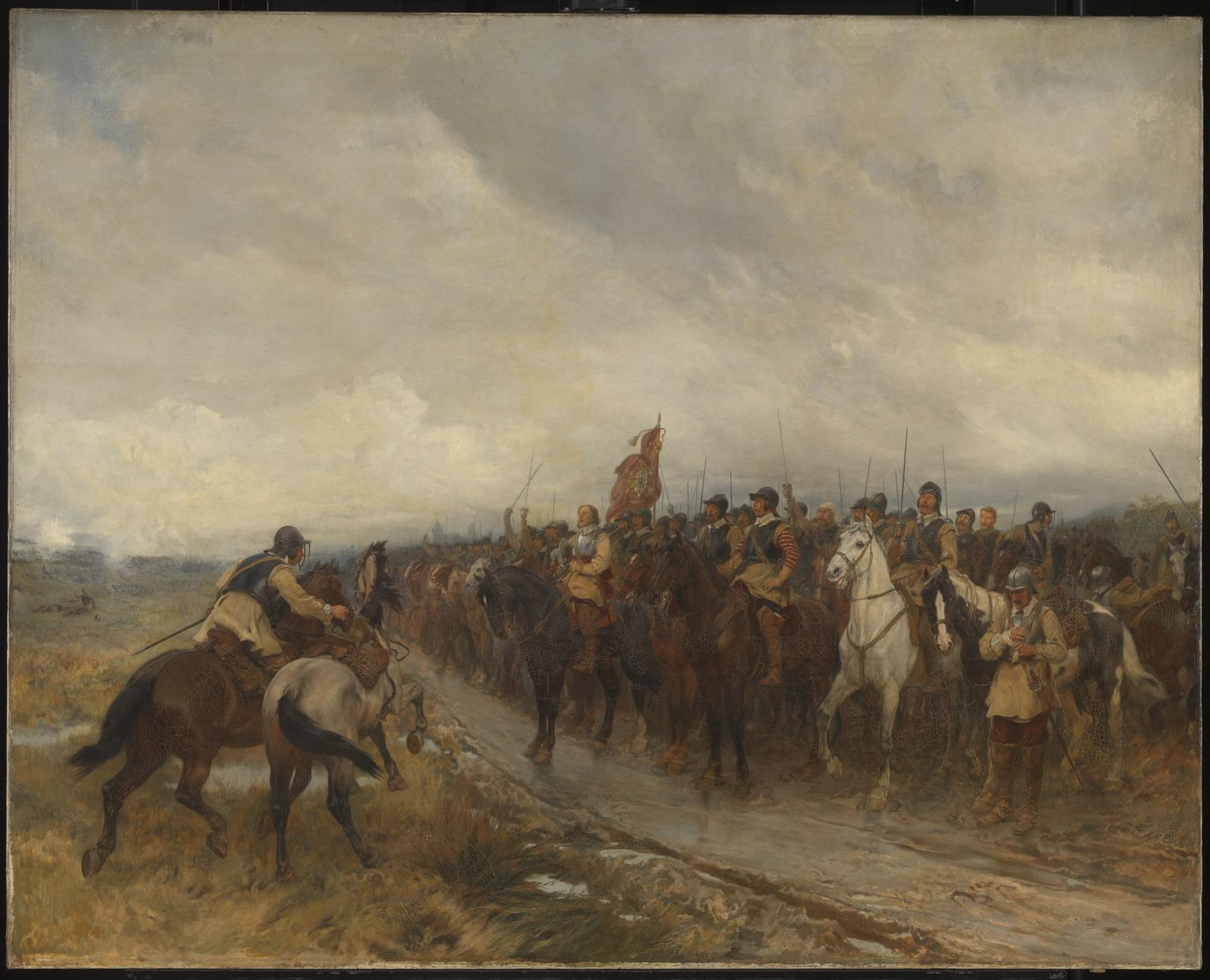
Эндрю Каррик Гоу. Кромвель и «железнобокие» в битве при Данбаре (1650)

26 июня 1650 года парламент назначил Кромвеля главнокомандующим республиканской армии в чине генерал-капитана, после чего тот решительно подавил восстания в Ирландии и Шотландии. Ещё в 1649 году кромвелевские войска оккупировали Ирландию, причём завоевание сопровождалось большой жестокостью. Так, при штурме 10 сентября крепости Дрогеда все 2800 её защитников были по его приказу преданы мечу. Согласно принятому парламентом в 1652 году «Акту об обустройстве Ирландии», значительная часть земель местных собственников была конфискована и роздана английским офицерам и солдатам.
3 сентября 1650 года в битве при Данбаре была разбита шотландская армия, почти вдвое превышающая по численности силы англичан. Ровно через год, 3 сентября 1651 года, англичане под стенами Вустера одержали окончательную победу над шотландцами, которую сам Кромвель назвал «венчающей милостью Божьей».

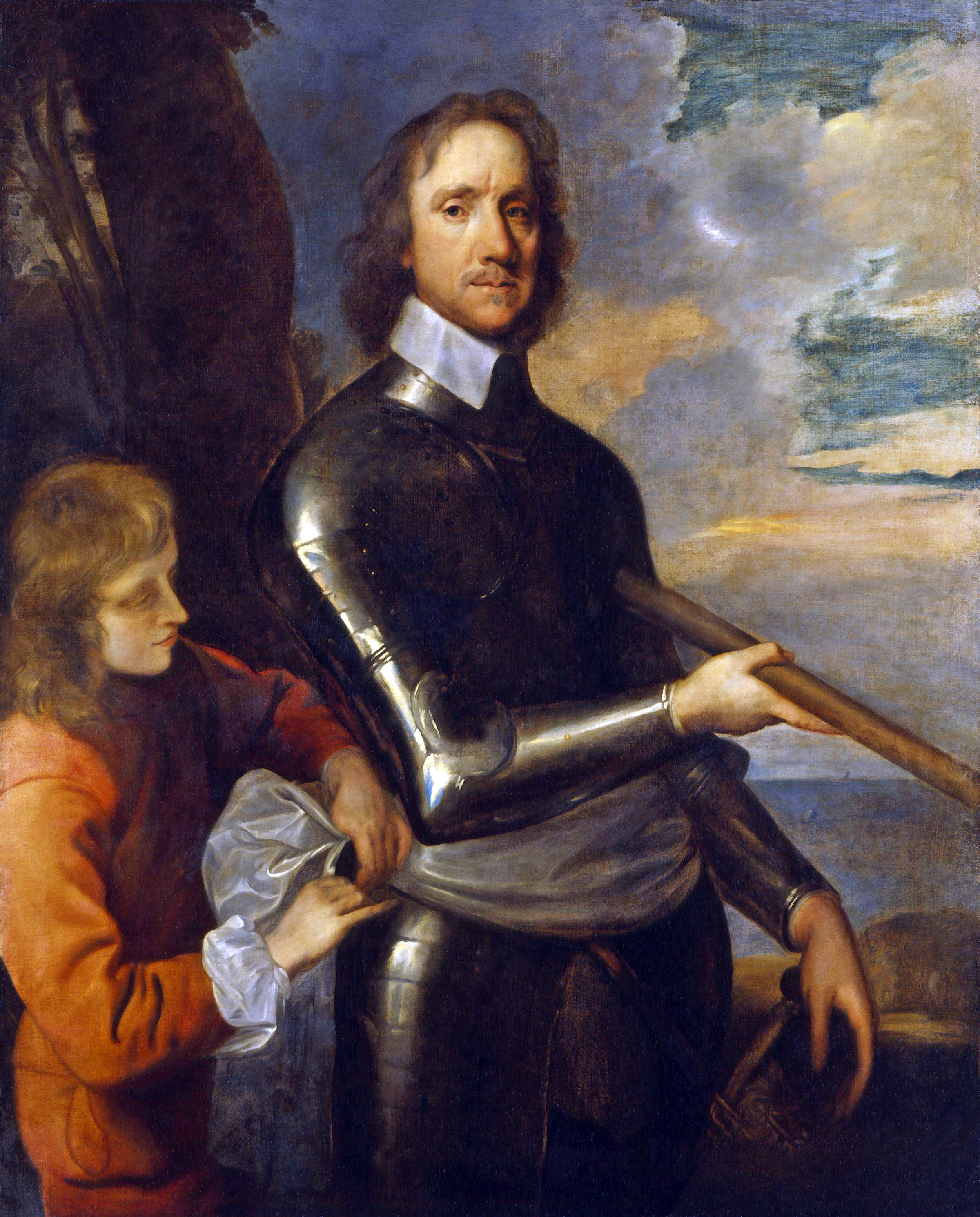
Портрет Кромвеля кисти Роберта Уокера (1649)

Получив определённые полномочия, Кромвель упразднил верхнюю палату парламента и назначил совет из своих боевых соратников-пуритан. Взяв власть в свои руки (получив новый титул лорда-протектора), он начал наводить жёсткий порядок, фактически установив личную диктатуру (протекторат Кромвеля). При новом лидере были изданы следующие указы: запрет дуэлей в армии, юридический статус гражданских (без обряда венчания) браков, переход всего королевского имущества в государственную казну. Кромвель разделил страну на одиннадцать военных округов, или губернаторств во главе с подотчётными лично ему генерал-майорами, ввёл охрану главных дорог и наладил систему сбора налогов. Деньги, причём немалые, на все преобразования он взыскал с побеждённых сторонников короля, введя для роялистов новый налог — «десятинный сбор».

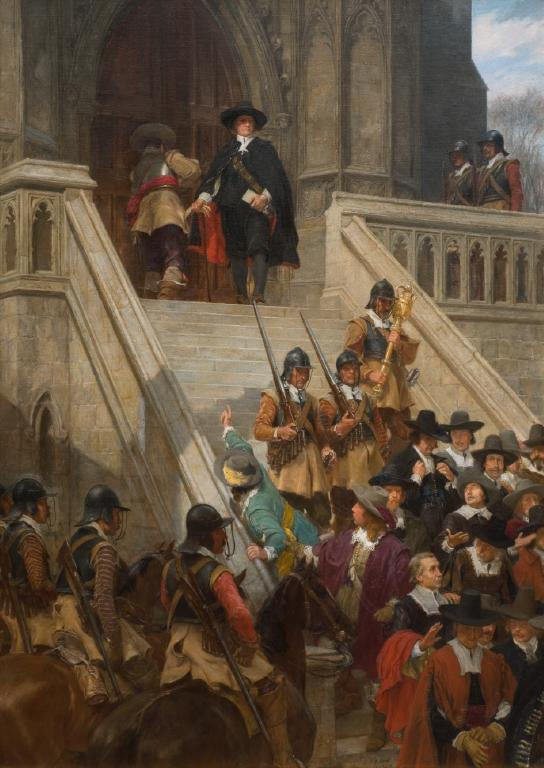
Эндрю Каррик Гоу. Кромвель распускает «Долгий парламент» (1907)

После того, как в стране установился порядок, Кромвель одобрил появление нового парламента. Когда в апреле 1653 года члены парламента, не переизбиравшегося с 1640 года, решили сделать своё членство пожизненным, Кромвель с группой мушкетёров явился на заседание и разогнал собравшихся со словами: «Я положу конец вашей болтовне». С этого момента он стал править страной единолично. Члены новой палаты общин, образованной в июле 1653 года, были фактически не избраны, а назначены Государственным советом, то есть Кромвелем. Однако новый орган не проявил полной покорности и спустя всего 5 месяцев был распущен.

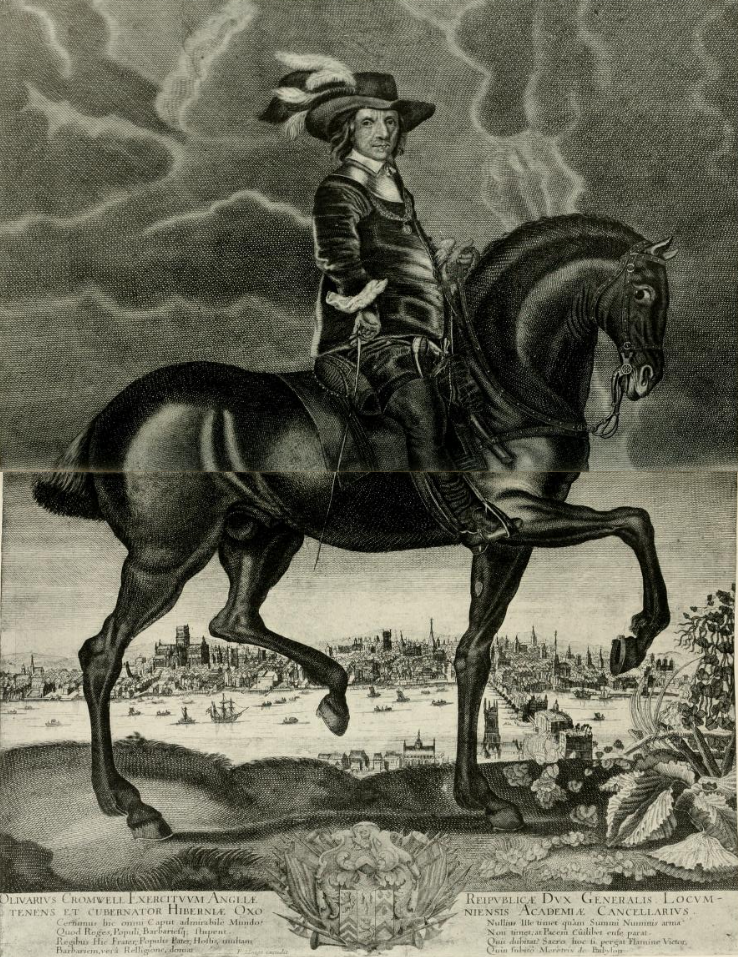
Оливер Кромвель. Гравюра Франсуа Мазо сер. XVII в.

16 декабря 1653 года новоизбранный парламент объявил Кромвеля пожизненным «лордом-протектором» (буквально: Верховным защитником) страны с фактически королевскими полномочиями. Ранее титул лорда-протектора эпизодически присваивался английским принцам, исполнявшим обязанности регента при малолетстве, серьёзной болезни или длительном отсутствии монарха. Последним носителем этого титула до Кромвеля был Эдуард Сеймур, правивший в период 1547—1549 от имени малолетнего Эдуарда VI. Формально Англия оставалась республикой, но Кромвель по принятому закону имел титул «Его Высочество» (англ. His Highness), руководил вооружёнными силами и внешней политикой, назначал и смещал государственных чиновников, подписывал законы, жаловал титулы лордов (которые республика не отменила). В сентябре 1654 года был избран новый парламент из 400 депутатов, который просуществовал немногим более года и 22 января 1655 года был распущен. 
Победы Кромвеля в Шотландии обеспечили признание республики иностранными государствами. Агенты принца Конде и Фронды обращались к лорду-протектору и Государственному совету с просьбами о поддержке, а посланники кардинала Мазарини были лично аккредитованы при нём, а также в совете и парламенте. Последовательно придерживаясь в своей иностранной политике целей защиты английской торговли и поддержки протестантизма, Кромвель преуспел во Фландрии, где его силы действовали против испанцев, а также в Средиземном море, где его флот действовал против берберских пиратов. Во время своего правления он заключил мир с Данией, Швецией, Францией, Португалией.
В 1654 году армия и флот Кромвеля одержали важную победу над Голландией, главным соперником Англии, положив конец её морскому господству. Эта победа увеличила роль Англии в мировой политике и оказала значительное влияние на расширение морской торговли, а завершивший её выгодный Вестминстерский мир (1654), помимо прочих статей, обязывал Республику Соединённых провинций изгнать из своих пределов претендента на трон Карла Стюарта. Успехи же в Вест-Индии оказались более скромными: хотя из рук Испании была вырвана Ямайка, военная экспедиция на Эспаньолу (1655) провалилась.
В октябре 1655 года в Лондон из Амстердама прибыл известный еврейский деятель Манассе бен-Израиль, обратившийся с петицией о допуске в Англию своих соплеменников, изгнанных ещё в 1290 году эдиктом короля Эдуарда I Длинноногого. Созванное в декабре Национальное совещание в Уайтхолле всячески тормозило инициативу бен-Израиля, не принимая во внимание связанные с ней экономические выгоды, пока сам Кромвель не применил своё влияние для обеспечения неофициального въезда евреев в страну начиная с 1656 года.
16 января 1657 года депутат вновь избранного парламента от Фрешфорда Джон Эш предложил, чтобы Кромвель «принял на себя правление согласно древней конституции», а 23 февраля сэр Кристофер Пэк представил в палате общин «Покорнейшую петицию», в которой официально просил лорда-протектора взять на себя «наименование, образ, титул и достоинство короля», а также восстановить палату лордов. Однако Кромвель, получив известия о вызванном этой инициативой брожением среди солдат, осторожно отказался от короны, иронически сравнив её с погремушкой или пером на шляпе, но согласился сделать свою власть наследственной. 26 июня 1657 года он вновь был назначен лордом-протектором, причём церемония введения его в должность проведена была в Вестминстерском дворце с поистине королевской пышностью.
До самой своей смерти Кромвель пользовался уважением со стороны низов, в том числе благодаря имиджу «народного» политика — в противовес родовой аристократии и дому Стюартов. Особенное значение в данном случае имела такая его черта, как принципиальная неподкупность. «Удивительно, — записал в своём дневнике под 1667 годом известный мемуарист времён Реставрации Сэмюэл Пипс, — как все теперь одобрительно вспоминают Оливера, говоря о том, какие смелые поступки он совершал и как заставлял соседних правителей бояться его».
Сам же Кромвель при жизни не строил иллюзий по поводу своей популярности и постоянно находился под усиленной охраной (существовало несколько подразделений, постоянно сменяющих друг друга по графику дежурства), часто меняя место своего ночлега.

## Смерть и эксгумация

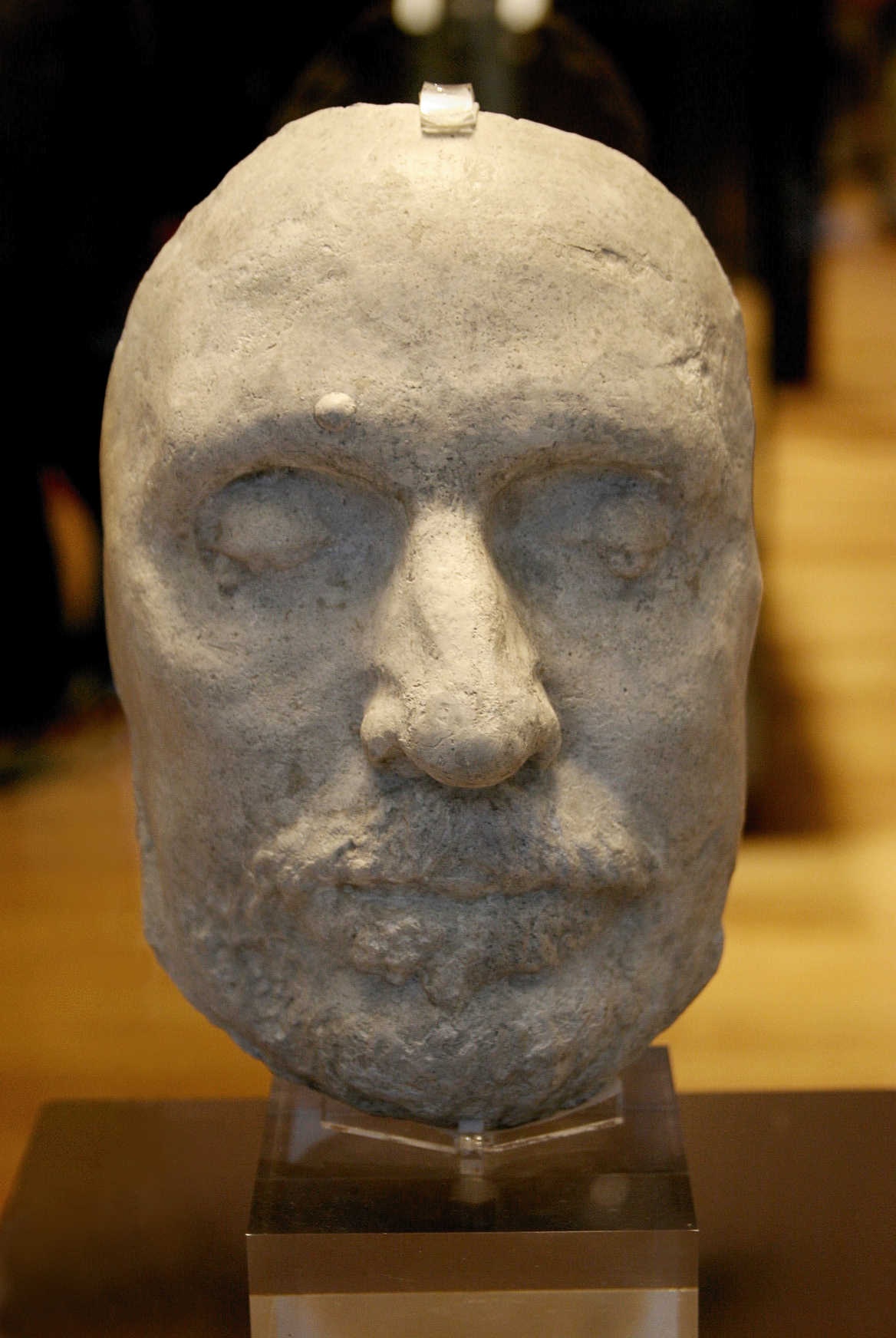
Посмертная маска

Кромвель скоропостижно скончался 3 сентября 1658 года от смертоносного сочетания малярии и брюшного тифа. После его кончины лорд-протектором стал его старший сын Ричард, а самого Оливера похоронили с необычайной пышностью. Однако именно тогда в стране начались настоящий хаос, произвол и беспорядки.
Депутаты, испугавшись перспектив с таким положением в стране, 25 мая 1659 года принудили Ричарда уйти в отставку и призвали на трон Карла II, сына недавно казнённого короля Карла I. По приказу переизбранного парламента Англии через три дня тело Кромвеля было эксгумировано вместе с телами его матери, а также соратников Джона Брэдшо и Генри Айртона по обвинению в цареубийстве для посмертной казни. 30 января 1661 года, в 12-ю годовщину казни Карла I, тела обвиняемых были провезены по улицам Лондона к виселице в Тайберне. Провисев несколько часов на всеобщем обозрении, тела были сняты, а головы помещены на 6-метровых шестах около Вестминстерского дворца. Интересно, что в конце 1680-х во время бури шест с головой Кромвеля был сломан, и голова была похищена при невыясненных обстоятельствах. В течение почти двух последующих столетий она хранилась у частных коллекционеров и в музейных собраниях, вплоть до погребения 25 марта 1960 года в часовне Сидни-Сассекс-колледжа в Кэмбридже.

## Память

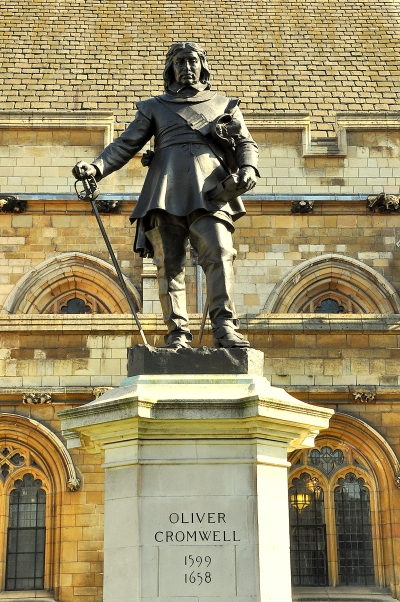
Памятник Оливеру Кромвелю у Вестминстерского дворца, Лондон. Скульптор Х. Торникрофт (1899)

- В 1744 году в Ливерпуле снаряжен был 22-пушечный приватирский шлюп «Старый Нолл»[англ.], участвовавший в войне за Австрийское наследство и затонувший в сражении с французской эскадрой близ Бреста[62].

- В 1776 году один из первых американских военных кораблей во время войны за независимость США был назван «Оливер Кромвель»[63].

- В XIX веке Ричард Тэнджи, один из английских почитателей лорда-протектора, собрал богатую коллекцию вещей, связанных с Кромвелем, включая посмертную маску, личную Библию и другие его книги, могильную надпись и т. п. После смерти Тэнджи все эти раритеты были переданы в Музей Лондона и выставлены среди экспонатов периода Революции[64].

- С конца XIX века в Великобритании начали появляться памятники Кромвелю. Первый был установлен в Манчестере близ собора в 1875 году[65][66]. Королева Виктория потребовала убрать статую, но городские власти не согласились на это. В 1899 году ещё одну статую воздвиг скульптор Х. Торникрофт, установка этого памятника вызвала яростные протесты ирландцев[67][68]. В XX веке появились ещё две статуи Кромвеля — в Сент-Иве (St Ives, Cambridgeshire) и Уоррингтоне. На месте упокоения головы Кромвеля установлена памятная табличка[69].
- В 1908-1919 годах в Женеве был установлен памятник Оливеру Кромвелю в мемориальном ансамбле Стена Реформации.

- Уинстон Черчилль, будучи военно-морским министром («первым лордом адмиралтейства»), дважды пытался назвать в честь Кромвеля один из военных кораблей, но король Георг VI, опасаясь нового ирландского бунта, воспретил давать такое название[70].

- Построенный в августе 1945 года в Гриноке (Шотландия) для британского флота эскадренный миноносец «Кромвель»[англ.] был в том же году переименован в «Критянин» (Cretan), а в следующем 1946 году продан Норвегии, где получил название «Берген», прослужив до 1967 года.

- В честь Кромвеля получил своё название британский средний крейсерский танк периода Второй мировой войны Mk.VIII «Кромвель» (1942—1945), а в 1951 году — один из типов английского паровоза.

## Семья
В браке с Элизабет Буршье (1598—1665) имел девять детей, восемь из которых достигли совершеннолетия:
- Роберт (1621—1639) — умер в годы учёбы в школе.
- Оливер (1623—1644), корнет в отряде лорда Сент-Джона (армия графа Эссекса), умер от оспы.
- Бриджит (1624—1662) — была замужем сначала за Генри Айртоном (1646), а затем за Чарльзом Флитвудом (1652).
- Ричард (1626—1712) — в 1658 году сменил отца на посту лорда-протектора, но спустя 8 месяцев подал в отставку, прожив в безвестности почти 86 лет.
- Генри (1628—1674) — служил лордом-заместителем Ирландии.
- Элизабет (1629—1658); замужем за лордом Джоном Клейполом.
- Джеймс (родился и умер в 1632 году).
- Мэри[англ.] (1637—1713); замужем за Томасом Беласисом, 1-м графом Фоконберг[англ.].
- Фрэнсис[англ.] (1638—1720); замужем сначала за Робертом Ричем, а затем за сэром Джоном Расселом, 3-м баронетом[англ.].

## В искусстве
- «Кромвель» (1827), пятиактная пьеса Виктора Гюго, первый пример французской романтической драмы.
- «Оливер Кромвель», пятиактная пьеса А. В. Луначарского; поставлена в 1920 году Малым театром с А. Южиным в роли Кромвеля.
- «Двадцать лет спустя» (Vingt ans après), фильм режиссёра Анри Диаман-Берже (Франция, 1922).
- «Великий инквизитор» (Witchfinder General), фильм режиссёра Майкла Ривза (Великобритания, 1968); в роли Кромвеля — Патрик Уаймарк.
- «Кромвель» (Cromwell), фильм режиссёра Кена Хьюза (Великобритания, 1970); в роли Кромвеля — Ричард Харрис.
- «Разделённые мечом» (By the Sword Divided), телесериал режиссёров Брайана Фарнэма, Генри Херберта и др. (Великобритания, 1983); в роли Кромвеля — Питер Джефри.
- «Возвращение мушкетёров» (The Return Of The Musketeers), фильм режиссёра Ричарда Лестера (Великобритания-США, 1989), в роли Кромвеля — Алан Хауард.
- «Мушкетёры двадцать лет спустя», фильм режиссёра Георгия Юнгвальд-Хилькевича (Россия, 1992); в роли Кромвеля — Олег Белов.
- «Убить короля» (To Kill a King), фильм режиссёра Майкла Баркера (Великобритания-ФРГ, 2003); в роли Кромвеля — Тим Рот.
- «Любовница Дьявола: Унесенные страстью» (The Devil’s Whore), мини-сериал режиссёра Марка Мандена (Великобритания, 2008); в роли Кромвеля — Доминик Уэст.
- «Легенда о волках» (2020), ирландский полнометражный мультфильм, номинированный на «Оскар»[К 2].

## Комментарии
1. ↑  То есть Великой хартии вольностей 1215 года.
2. ↑  Главный антагонист мультфильма — лорд-протектор (не названный по имени) — погибает в 1650 году.

### Справочная
- Дерюжинский В. Ф. Кромвель, Оливер // Энциклопедический словарь Брокгауза и Ефрона : в 86 т. (82 т. и 4 доп.). — СПб., 1890—1907.
- Оливер Кромвель — статья из Большой советской энциклопедии.
- Барг М. А. Кромвель Оливер // Советская историческая энциклопедия. — Т. 8. — М.: Государственное научное издательство «Советская энциклопедия», 1965. — Ст. 171—173.
- Смирнова Н. А. Кромвель Оливер // Православная энциклопедия. — Т. 39. — М.: Церковно-научный центр «Православная энциклопедия», 2015. — С. 38—42. — ISBN 978-5-89572-033-2.

- Firth Charles Harding. Cromwell, Oliver // Dictionary of National Biography. — Volume 13. — London: Elder Smith & Co, 1888. — pp. 155—186.
- Yorke Philip Chesney, Atkinson Charles Francis, McNeill Ronald John. Cromwell, Oliver // Encyclopædia Britannica, 11’th ed. — Volume 7. — Cambridge University Press, 1911. — pp. 487—498.

### Научная
- Барг М. А. Великая английская революция в портретах её деятелей. — М.: Мысль, 1991. — 397, [16] с. — 80 000 экз. — ISBN 5-24400418-2. (в пер.)
- Вольский Ст. Кромвель. — М.: Журнально-газетное объединение, 1934. — 304 с. — (ЖЗЛ).
- Ковард, Бэри. Оливер Кромвель / Пер. с англ. О. А. Гуньковой. — Ростов-на-Дону: Феникс, 1997. — 320 с. — (След в истории). — ISBN 5-222-00005-2.
- Коггинс Джек. Эволюция вооружения Европы. От викингов до Наполеоновских войн / Пер. с англ. В. Д. Кайдалова. — М.: ЗАО «Центрполиграф», 2009. — 254 с. — ISBN 978-5-9524-4226-9.
- Павлова Т. А. Кромвель / Гравюры Ю. Берковского. — М.: Молодая гвардия, 1980. — 352, [34] с. — (Жизнь замечательных людей. Серия биографий. Вып. 18 (611)). (в пер.)
- Соловьёв Е. А. Оливер Кромвель: Его жизнь и политическая деятельность. — СПб. : Изд. Ф. Павленкова, 1893. — 100 с. — (ЖЗЛ; Вып. 126).
- Хилл К. Английская революция / Пер. с англ. Ш. А. Богиной. Под ред. В. Ф. Семёнова. — М.: Государственное Издательство иностранной литературы, 1947. — 184 с.

- Gardiner Samuel Rawson. Oliver Cromwell. — London; New York: Longmans, Green, and co., 1901. — 374 p.
- Davis James Colin. Oliver Cromwell. — London; New York: Oxford University Press, 2001. — x, 243 р. — (Reputations). — ISBN 978-0-340-73118-5.
- Carlyle Thomas. The Life of Oliver Cromwell: With a Selection from His Letters and Speeches. — Amsterdam: Fredonia Books, 2002. — 388 p. — ISBN 978-1589637351.
- Bennett Martyn. Oliver Cromwell. — London; New York: Routledge, 2006. — xiv, 299 p. — (Routledge Historical Biographies). — ISBN 0-415-31922-6.
- Horspool David. Oliver Cromwell. The Protector. — London: Penguin Books, 2017. — 132 p. — (Penguin Monarchs). — ISBN 978-0-14-197938-0. {Рец. Колина Кидда}
- Hutton Ronald. The Making of Oliver Cromwell. — Yale University Press, 2021. — 424 p. — ISBN 978-0300257458.

### Художественная
- Роденберг Юлиус. Кромвель. Исторический роман / Пер. с нем. — СПб.: Тип. А. С. Суворина, 1884. — 502 с.
- Луначарский А. В. Оливер Кромвель. Ист. мелодрама в 10 картинах. — М.: ОГИЗ, 1920.
- Скотт Вальтер. Вудсток, или Кавалер / Пер. Е. Н. Петровой, А. Н. Тетеревниковой. — М.: Эхо, 1993. — 480 с. — (Вальтер Скотт. Собрание сочинений).
- Дюма Александр. Двадцать лет спустя / Пер. С. В. Шкунаева. — М.: Правда, 1990. — 768 с.: ил. — ISBN 5-253-00013-5.